# Cantorchilus superciliaris
Cantorchilus superciliaris là một loài chim trong họ Troglodytidae.